# 172996 Stooke
172996 Stooke è un asteroide della fascia principale. Scoperto nel 2006, presenta un'orbita caratterizzata da un semiasse maggiore pari a 2,6666493 UA e da un'eccentricità di 0,0922057, inclinata di 3,86902° rispetto all'eclittica.
L'asteroide è dedicato all'astronomo e cartografo canadese Philip John Stooke.